# Барранкабермеха
Барранкаберме́ха (Barrancabermeja) — місто на півночі Центральної Колумбії, у департаменті Сантандер.
Населення — 171499 осіб (2007; 87,0 тис. в 1973, 141,5 тис. в 1985, 144,8 тис. в 1993, 168,3 тис. в 2005, 171,4 тис. в 2006).
Транспортний вузол. Порт на правому березі річки Магдалена. Вивіз нафти та нафтопродуктів до порту Картагена на Карибському морі, до Медельїну та Санта-Фе-де-Боготи (трубопроводами).
Важливий центр нафтової та нафтопререробної промисловості. Підприємства по виробництву нафтопродуктів, добрив, будівельних матеріалів (асфальту), паперу.

## Клімат
Місто знаходиться у зоні, котра характеризується мусонним кліматом. Найтепліший місяць — березень із середньою температурою 30.6 °C (87 °F). Найхолодніший місяць — січень, із середньою температурою 28.9 °С (84 °F).
| Клімат Барранкабермехи  | Клімат Барранкабермехи | Клімат Барранкабермехи | Клімат Барранкабермехи | Клімат Барранкабермехи | Клімат Барранкабермехи | Клімат Барранкабермехи | Клімат Барранкабермехи | Клімат Барранкабермехи | Клімат Барранкабермехи | Клімат Барранкабермехи | Клімат Барранкабермехи | Клімат Барранкабермехи | Клімат Барранкабермехи |
| Показник                | Січ.                   | Лют.                   | Бер.                   | Квіт.                  | Трав.                  | Черв.                  | Лип.                   | Серп.                  | Вер.                   | Жовт.                  | Лист.                  | Груд.                  | Рік                    |
| Абсолютний максимум, °C | 40                     | 40                     | 41                     | 39                     | 39                     | 39                     | 40                     | 40                     | 40                     | 41                     | 39                     | 40                     | 41                     |
| Середній максимум, °C   | 33                     | 34                     | 35                     | 34                     | 33                     | 33                     | 35                     | 34                     | 33                     | 33                     | 33                     | 33                     | 33                     |
| Середня температура, °C | 29                     | 29                     | 30                     | 29                     | 29                     | 29                     | 30                     | 29                     | 29                     | 28                     | 29                     | 29                     | 29                     |
| Середній мінімум, °C    | 25                     | 25                     | 26                     | 25                     | 25                     | 25                     | 25                     | 25                     | 25                     | 24                     | 25                     | 26                     | 25                     |
| Абсолютний мінімум, °C  | 17                     | 17                     | 16                     | 16                     | 16                     | 18                     | 20                     | 15                     | 17                     | 18                     | 17                     | 18                     | 15                     |
| Норма опадів, мм        | 50                     | 90                     | 130                    | 370                    | 370                    | 300                    | 180                    | 370                    | 320                    | 480                    | 380                    | 150                    | 3240                   |
| Днів з дощем            | 3                      | 6                      | 7                      | 10                     | 10                     | 16                     | 12                     | 12                     | 14                     | 14                     | 17                     | 8                      | 83                     |
| ----------------------- | ---------------------- | ---------------------- | ---------------------- | ---------------------- | ---------------------- | ---------------------- | ---------------------- | ---------------------- | ---------------------- | ---------------------- | ---------------------- | ---------------------- | ---------------------- |
| Джерело: Weatherbase    |                        |                        |                        |                        |                        |                        |                        |                        |                        |                        |                        |                        |                        |